# Альсифер
Альсифер або сендаст — магнітно-м'який сплав, що містить алюмінію 5,4 %, кремнію 9,6 %, заліза 85 %. Вперше був системно отриманий в 1932 році в Японії Х. Масумото і Т. Ямамото.

## Назва
Назва «альсифер» з'явилася в СРСР у 1941 році і спочатку означала пресовану масу з цього сплаву, пізніше вона ж закріпилася за самим сплавом. Слово «альсифер» утворене від скорочення алюміній + silicium + ferrum. У західних країнах сплав отримав назву «сендаст».

## Фізичні властивості
Магнітно-м'який матеріал, відрізняється механічною твердістю, а також такими істотними недоліками як низька плинність, крихкість. За відсутності деформацій має малу коерцитивне силе і високе значеннями магнітної проникності μ ~ 35000...117000. Питомий електричний опір — 0,8 мкОм·м.

## Виробництво
Виробляється у вигляді литих смуг, а також методами порошкової металургії. Легко розмелюють у порошок.

## Застосування
Сплав застосовувався для виготовлення магнітопроводів, корпусів приладів і апаратури. Деталі з альсифера виготовляють литтям, оброблюють шліфуванням. У 1970—1990 рр. сендаст широко застосовувався як матеріал для виготовлення магнітних головок аудіомагнітофонів класу Hi-Fi (особливо касетних). Порівняно з традиційно використовуваними пермалоями, сендастові магнітопроводи таких головок характеризувались у 2—5 разів більшим терміном служби.
Крім того, порошок з альсифера використовується в високочастотних пресованих осердях.

### Порошкові осердя
Для отримання високочастотних осердь порошок з альсифера змішують з ізолюючою масою і з цієї суміші пресують потрібні деталі. Відносна магнітна проникність магнітодіелектриків з додаванням альсифера залежить від його концентрації і зазвичай знаходиться в діапазоні μ ~ 50—150. Лінійність індукції від напруженості магнітного поля зберігається до 8—10 кА/м.